# 小原田
小原田（こはらだ）は、福島県郡山市に所在する町丁である。郵便番号は963-8835。

## 地理
郡山市役所本庁所管地域である市街中心部に属する。北で菱田町、東で古川、石塚、田村町金屋、南で八作内、八木橋、安積町日出山、深田台、西でJR東北本線線路敷地に残された旧来の字（仲田、西田、大場内、境橋、八ツ橋、古舘町、古舘）を挟むなどして図景、本町とそれぞれ隣接する。概ね町村制施行以前の安積郡小原田村の流れを汲む地域である。JR郡山駅東側市街地南部にあり、住居表示が実施されている。東北本線東側から阿武隈川迄を範囲とし、市道小原田二丁目一丁目1号線を境に北に西から一、二丁目が、南に東から三、四丁目が、さらにその南西側、一級市道58号田村香久池二丁目線以南に五丁目が設置されている。住宅地の広がる地区であり、幹線道路沿いに商業施設や店舗が立ち並ぶ。堤下町に所在する郡山警察署古舘交番、および堂前町に所在する郡山消防署本署がそれぞれ管轄にあたる。

### 河川・湖沼
一級水系阿武隈川水系
- 阿武隈川

## 世帯数と人口
2024年1月1日現在の世帯数と人口は以下の通りである。
| 町丁   | 世帯数    | 人口    |
| ------ | --------- | ------- |
| 小原田 | 2,344世帯 | 4,822人 |

## 小・中学校の学区
市立小・中学校に通う場合、学区は以下の通りとなる。
| 番地 | 小学校               | 中学校               |
| ---- | -------------------- | -------------------- |
| 全域 | 郡山市立小原田小学校 | 郡山市立小原田中学校 |

## 交通

### 鉄道
JR東日本
- 東北新幹線
- 東北本線

### 道路
- 福島県道355号須賀川二本松線（旧奥州街道）
- 一級市道52号日出山久保田線（東部幹線）
- 一級市道58号田村香久池二丁目線
  - 中央大橋

## 施設等
- 郡山市立小原田中学校
- 郡山市立小原田小学校
- 小原田地域公民館
- ヨークベニマル 小原田店
- アベイル 小原田店
- 香久山神社（小原田舘址）